# 베르나르 지로도

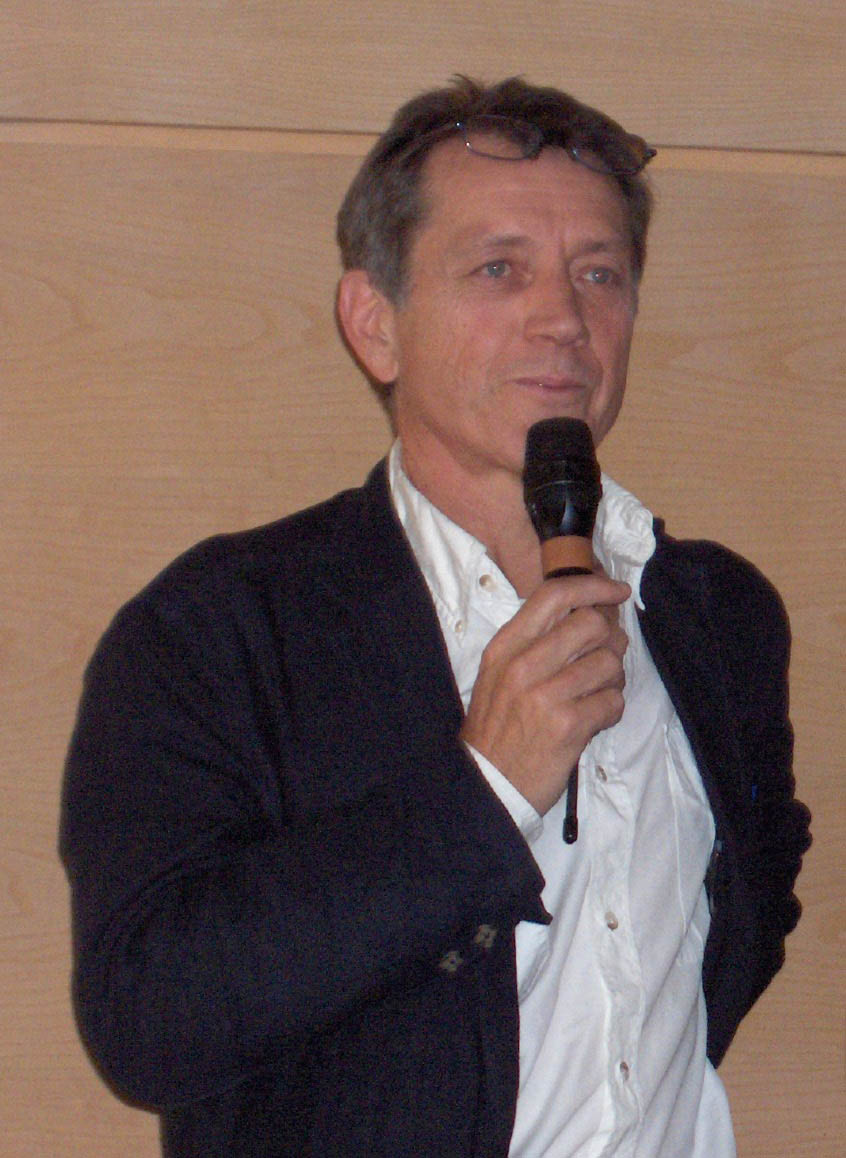

베르나르 지로도(Bernard Giraudeau, 1947년 6월 18일 ~ 2010년 7월 17일)는 프랑스의 작가, 영화 프로듀서, 영화 감독, 각본가, 영화배우이다.
라로셸에서 태어났으며 파리에서 사망하였다. 사인은 암이다.

## 도서
- 여행자의 사랑
- 사랑을 여행하는 시간
- Pierre et le loup
- Cher amour
- Les dames de nage : roman

## 영화
- 어스 프럼 어버브 (2004년)
- 그날 (2003년)
- 우리의 릴리 (2003년)
- 워터 드랍스 온 버닝 락 (2000년) - 레오폴드  역
- 입맛에 대한 이야기 (2000년)
- 떼제베 (1998년)
- 마르키스 (1997년)
- 리디큘 (1996년)
- 생택쥐페리의 마지막 비행 (1996년)
- 아프리카 아프리카 (1996, Les Caprices d'un fleuve)
- 추억 (1991년)
- 천사의 가루 (1987년)
- 바바르가의 이방인 (1984년)
- 스페셜리스트 (1984년)
- 살로메의 계절 (1984년)
- 알도의 황금 (1983년)
- 헤카테 (1982 Hécate, maîtresse de la nuit)
- 스톱 콜링 미 베이비! (1977년)
- 빌리티스 (1977년)
- 르 지땅 (1974년)
- 암흑가의 두 사람 (1973년)